# 石重英
石重英（？—936年7月23日），后晋宗室，高祖石敬瑭长子。
石敬瑭在太原起兵时，石重英为右卫上将军，石重胤为皇城副使，住在京师洛阳。听说石敬瑭举事，藏在民家井中，唐末帝李从珂抓到他们，清泰三年（936年）七月初三己丑，诛杀了他们，并且族灭民家。天福二年（937年）正月，石敬瑭为二子发丧，都赠为太保，天福四年（939年）四月追封石重英虢王。出帝石重贵天福八年（943年）五月，加赠太师。

## 延伸阅读
[在维基数据编辑]
 《舊五代史·卷87》，出自薛居正《舊五代史》
 《新五代史/卷17》，出自歐陽修《新五代史》